# Mus setulosus
Mus setulosus (Миша Петерса) — вид роду мишей (Mus).
Науково вид описаний у 1876 році У. Петерсом. Цю мишу іноді плутають із карликовою мишею, з якою вона ділиться місцем проживання та є спорідненою. Його популяція стабільна, і він вважається видом, що викликає найменше занепокоєння.

## Поширення
Країни поширення: Камерун, Центральноафриканська Республіка, Конго, Демократична Республіка Конго, Кот-д'Івуар, Екваторіальна Гвінея, Ефіопія, Габон, Гана, Гвінея, Ліберія, Нігерія, Сьєрра-Леоне, Судан, Того.

## Екологія
Пов'язаний з галявинами у високому лісі, або більше рідколіссям.